# Dreieck (Symbol)
Unter den grafischen Symbolen findet sich oft das Dreieck – insbesondere als gleichseitiges Dreieck. Das Zeichen dient als Bedeutungsträger für sehr verschiedene Begriffe.

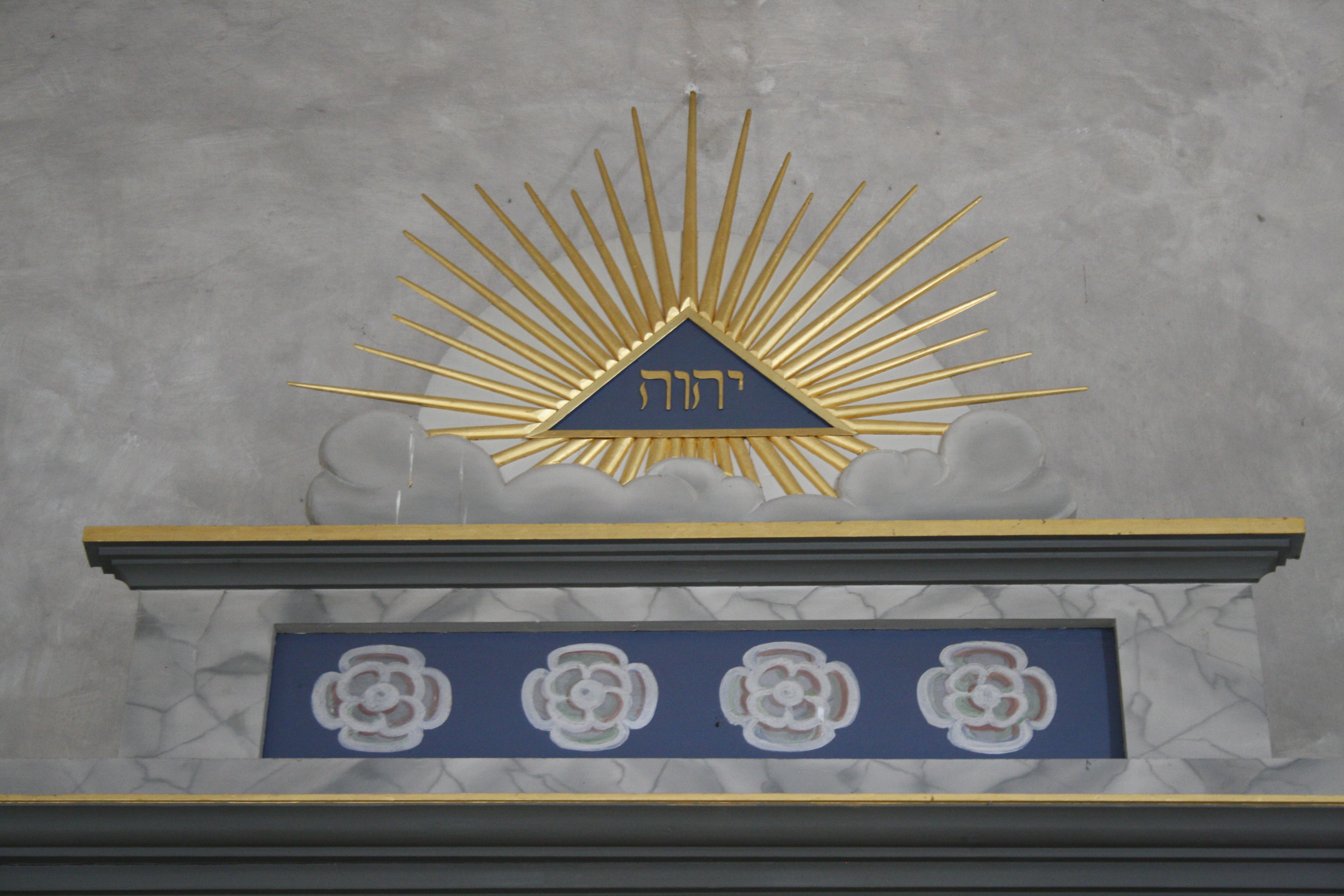
Dreieck mit dem Gottesnamen über dem Altar der Kirche in Ballum Sogn, Dänemark

## Religion
In der christlichen Kunst wurde meist das gleichseitige, seltener das gleichschenkelige Dreieck, als geometrisches Symbol für die Dreifaltigkeit verwendet. Die christliche Ikonographie verknüpfte es seit dem 17. Jahrhundert mit dem allsehenden Auge der Vorsehung, das sie als Symbol aus der jüdischen Kabbala übernahm, oder mit dem biblischen Gottesnamen JHWH. Manche christliche Theologen wie der Humanist Nikolaus von Kues (1401–1464) haben ein gleichseitiges Dreieck als Symbol für die Unendlichkeit des dreieinigen Gottes verwendet und spekulativ gedeutet.
Im Zurvanismus steht es für einen allmächtigen Gott, der über den beiden Göttern des dualistischen Zoroastrismus steht. Ähnlich dem „Auge der Vorhersehung“ wird Zurvan durch ein Dreieck symbolisiert, das Vergangenheit, Gegenwart und Zukunft visualisiert.
Auf einigen Gemälden – z. B. Kerstings Apoll mit den Stunden – dient das Dreieck als eine Art Glorienschein. Bei den Freimaurern symbolisiert es einen Schöpfergott oder den Logos.
Im Davidstern, dem Hexagramm-Symbol des Judentums und des Volkes Israel, bedeuten die zwei ineinander verschränkten Dreiecke die Beziehung zwischen Gott und den Menschen. Das von Gott geschenkte Leben (nach unten weisendes Dreieck) wird zum Schöpfer zurückkehren (nach oben weisendes Dreieck); die 12 Ecken des Sterns symbolisieren zusätzlich die Zwölf Stämme Israels.
Im Hinduismus ist das Dreieck auch ein Attribut Vishnus und steht für die Göttin Lakshmi.

## Ideologische Symbole
Das nordische Symbol des Valknut besteht aus zwei oder drei ineinander verschlungenen Dreiecken. Es steht in Zusammenhang mit Kampf, Tod und Opferszenen.
Von Rechtsextremen und Neo-Nazis wird der Valknut auch als ideologisches Symbol ihrer Weltsicht verwendet. Im Nationalsozialismus wurden Häftlinge in Konzentrationslagern durch ein Dreieck gekennzeichnet.

## Mathematische Symbole
- {\displaystyle \triangle ABC} bezeichnet ein geometrisches Dreieck mit den Eckpunkten {\displaystyle A}, {\displaystyle B} und {\displaystyle C}
- Δ (griechischer Buchstabe Delta), steht in der Mathematik für Differenz (Subtraktion) sowie den Laplace-Operator
- ∇ (Nabla), auch mathematisches Symbol für Nabla-Operator.
- {\displaystyle \triangle } Verknüpfungszeichen für die symmetrische Differenz von Mengen.
- In der Geodäsie und auf Landkarten steht ein kleines Dreieck {\displaystyle \triangle } für einen genau vermessenen Trigonometrischen Punkt.
- In Zeichentheorien veranschaulichen Dreiecke spezielle dreistellige Relationen, ähnlich zum semiotischen Dreieck.

## Sonstige Symbole
- Als Verkehrszeichen.
- In Grafiken oder auf Flaggen steht das Dreieck manchmal für einen markanten Berg – etwa im Wappen Kameruns – aber auch für Frieden (Flagge Simbabwes) oder für Gleichheit (z. B. im Wappen Nicaraguas)

Dreieck als Warnzeichen nach ISO 7010

- Dreieck als Warnzeichen nach ISO 7010Dreiecks-Flaggensymbol für einen Befreiungskampf (z. B. Eritrea und Osttimor) oder für arabischen Widerstand (Flagge Jordaniens und des Jemen)
- Auch die Triskele (drei laufende Beine) basiert auf einem gleichseitigen Dreieck und ist ein uraltes Symbol für die Sonne oder den Lebensweg. Sie findet sich z. B. in der Flagge Siziliens.
- In Wetterkarten: eine Reihe kleiner blauer Dreiecke für eine Kaltfront
- In Großbritannien werden besonders gute Produkte mit einem roten Dreieck ausgezeichnet.
- In Polen ist eine auf der Spitze stehende gleichseitige Dreiecksfläche das Symbol für die Herrentoilette (seit 1928), eine Kreisfläche für die Damentoilette.
- In der Elektrotechnik werden Dimmer durch ein liegendes gefülltes Dreieck mit ein oder zwei Buchstaben symbolisiert.
- ⏵: Play-Symbol, international verbreitet, Abspielen von Tonträgern bzw. Audiodateien auf technischen Geräten.[5] In Anlehnung an diese Bedeutung ziert das Fahrpedal des Volkswagen ID.3 ein derart gestaltetes Dreieck.